# Juan Ricci

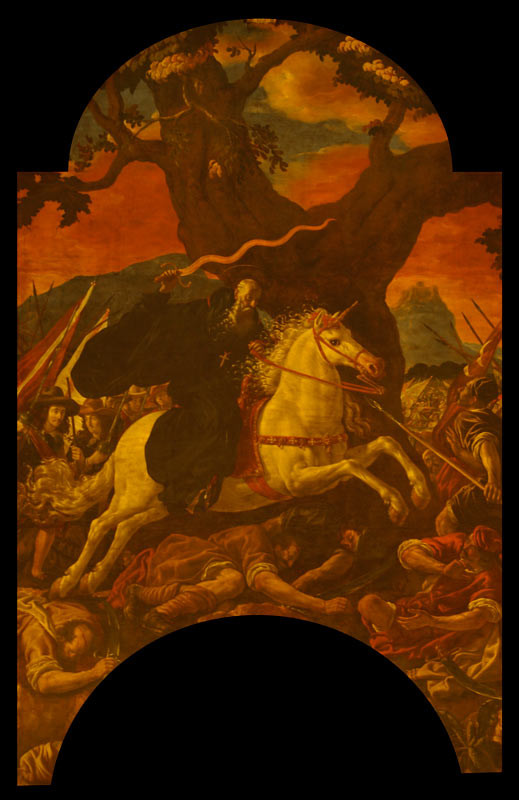
Retaule major de San Millán de Yuso

Juan Ricci (Madrid, 1600- abadia de Montecassino, 1681) fou un pintor barroc espanyol. A més de la pintura, també destacà com a escriptor de tractats de teologia, geometria, arquitectura i pintura. Arribà a ser predicador general del seu orde i sembla que fou proposat per a bisbe.
Fill d'Antonio Ricci, pintor italià establert a Espanya per a treballar a la decoració del Monestir de l'Escorial, i germà de Francisco Ricci, també pintor, Juan probablement inicià el seu aprenentatge com a pintor amb el seu pare, encara que sembla que freqüentà el taller de Juan Bautista Maíno.
El 7 de desembre de 1627 ingressà en l'orde benedictí al Monestir de Montserrat, del que fou expulsat en 1640 pel seu ardent castellanisme, encara que sempre signà com a "fill de Montserrat". Mestre del príncep Baltasar Carlos, en oposar-se a l'elecció de l'abat de Montserrat feta pel rei, per considerar-la il·legal, perdé el seu càrrec a palau.
Després de sortir de la cort realitzaria la major part de la seva obra per als monestirs als que residí: Irache, Santo Domingo de Silos o San Millán de la Cogolla, entre d'altres; la major part dels que pintà a Montserrat es perderen en l'incendi de la Guerra del Francès. El 1662 es traslladà a Roma i el 1670 a l'abadia de Montecassino, on morí el 1681.

## Galeria

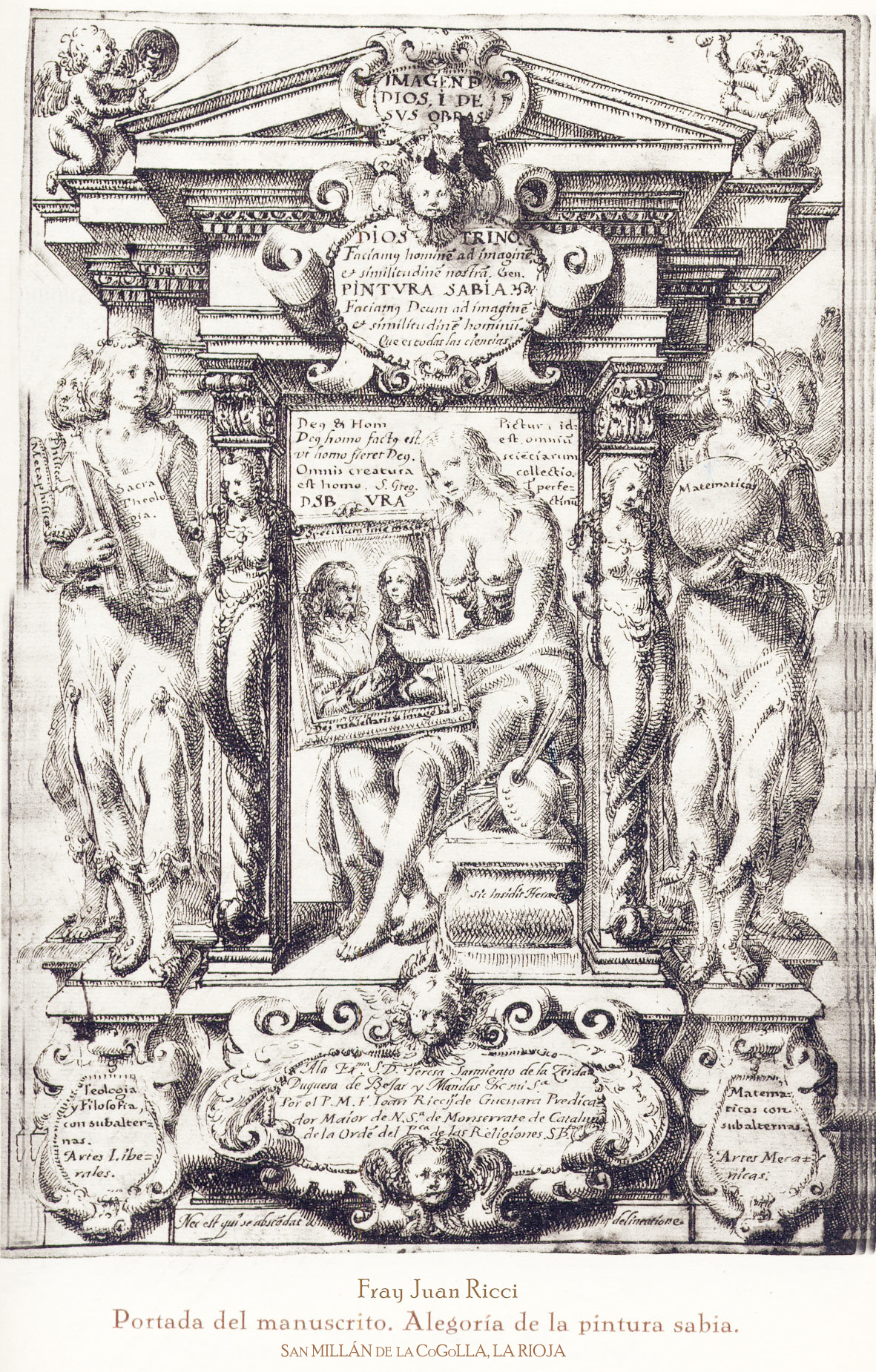
Portada del manuscrit Pintura sabia, de Juan de Ricci
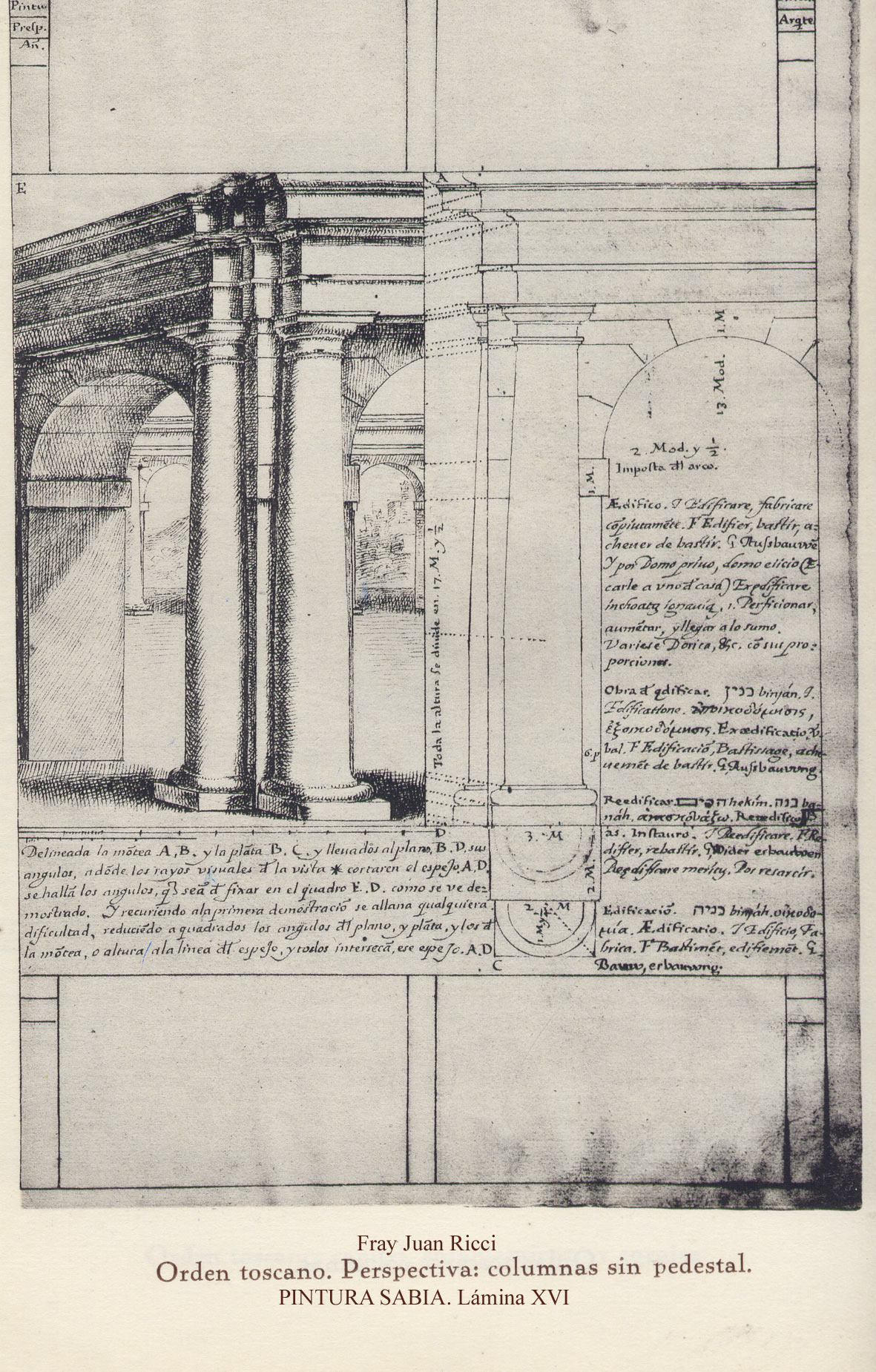
Làmina XVI de la Pintura Sabia
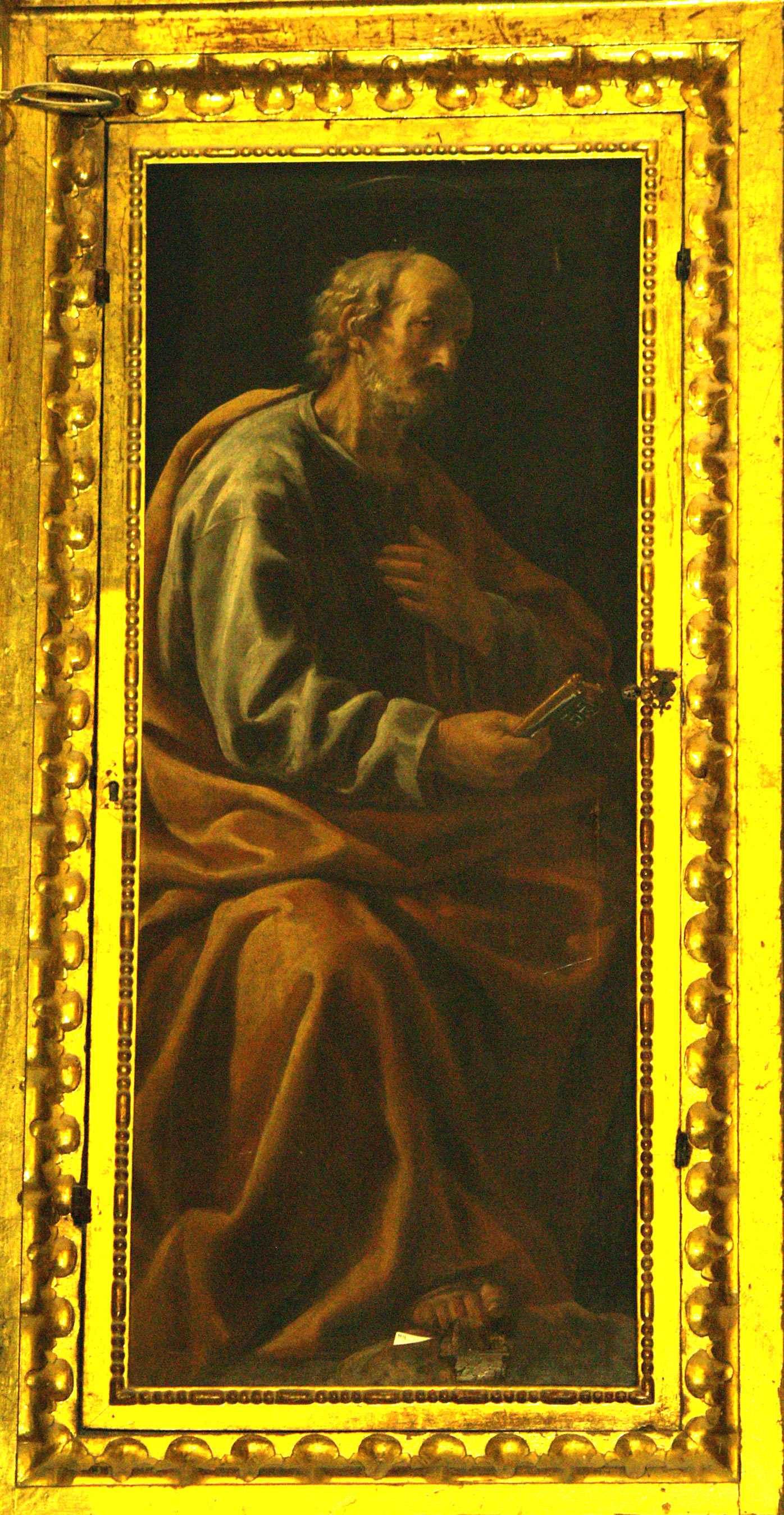
Sant Pere, al retaule major de San Millán de Yuso
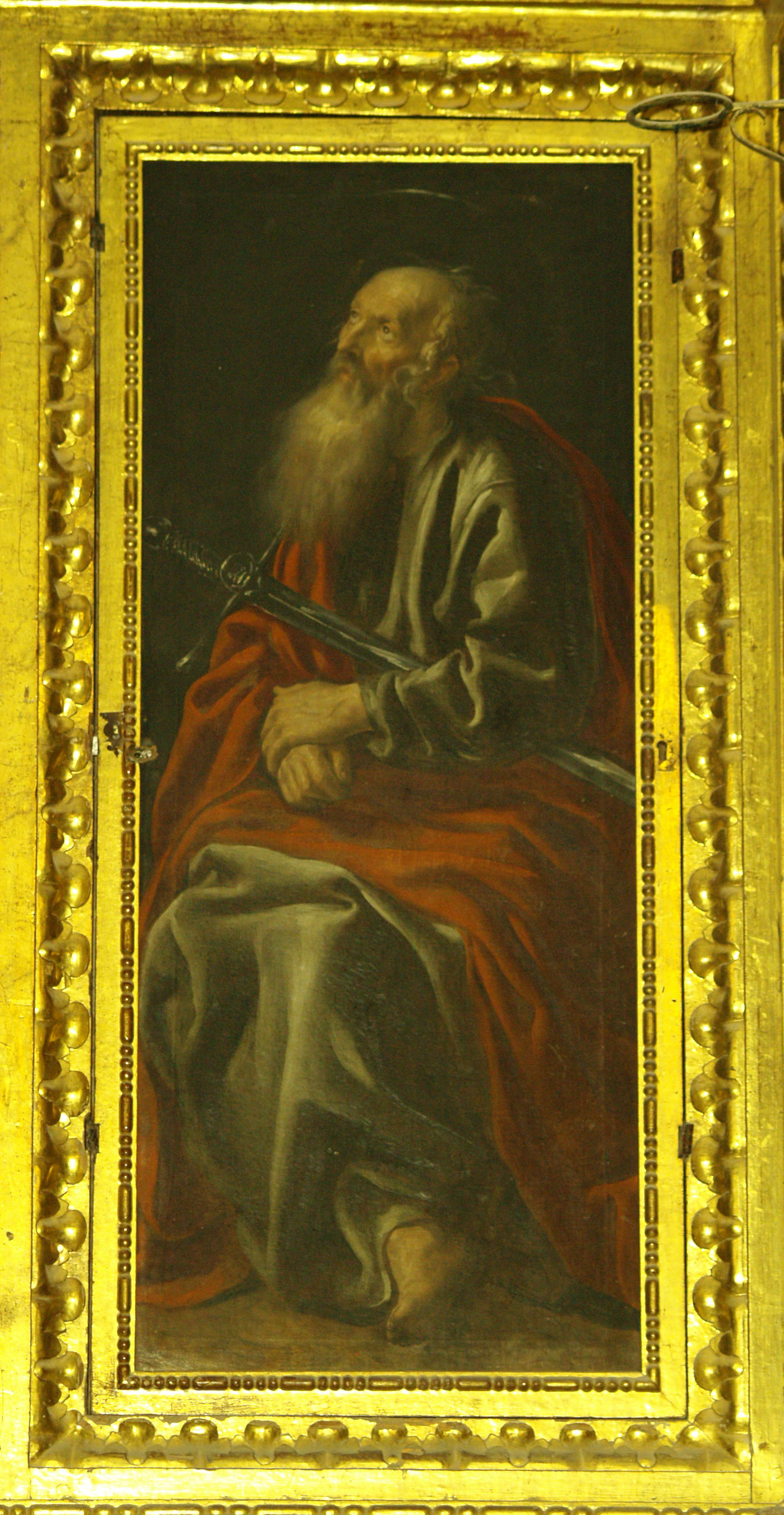
Sant Pau, del retaule de San Millán
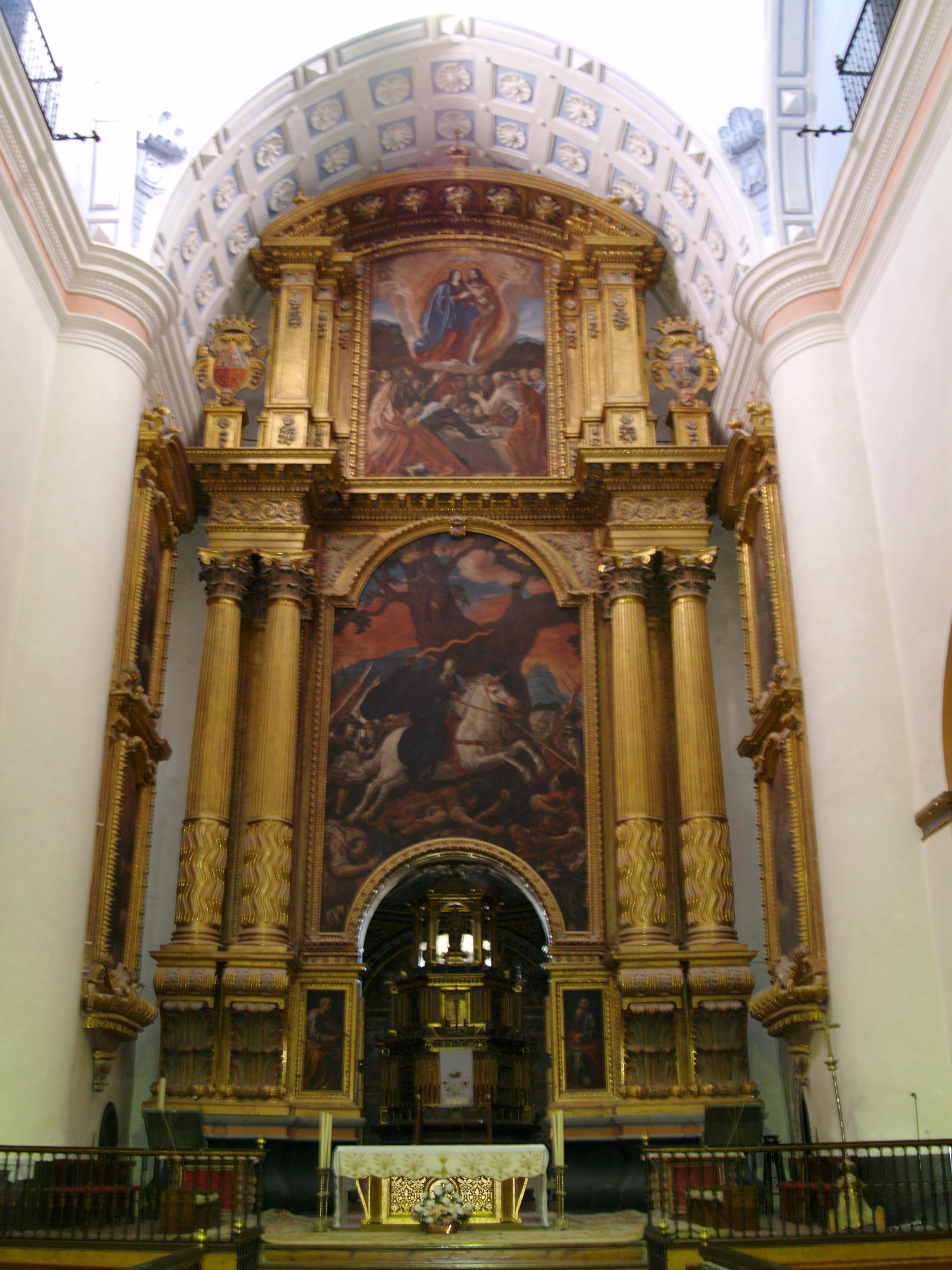
Retaule de San Millán de Yuso
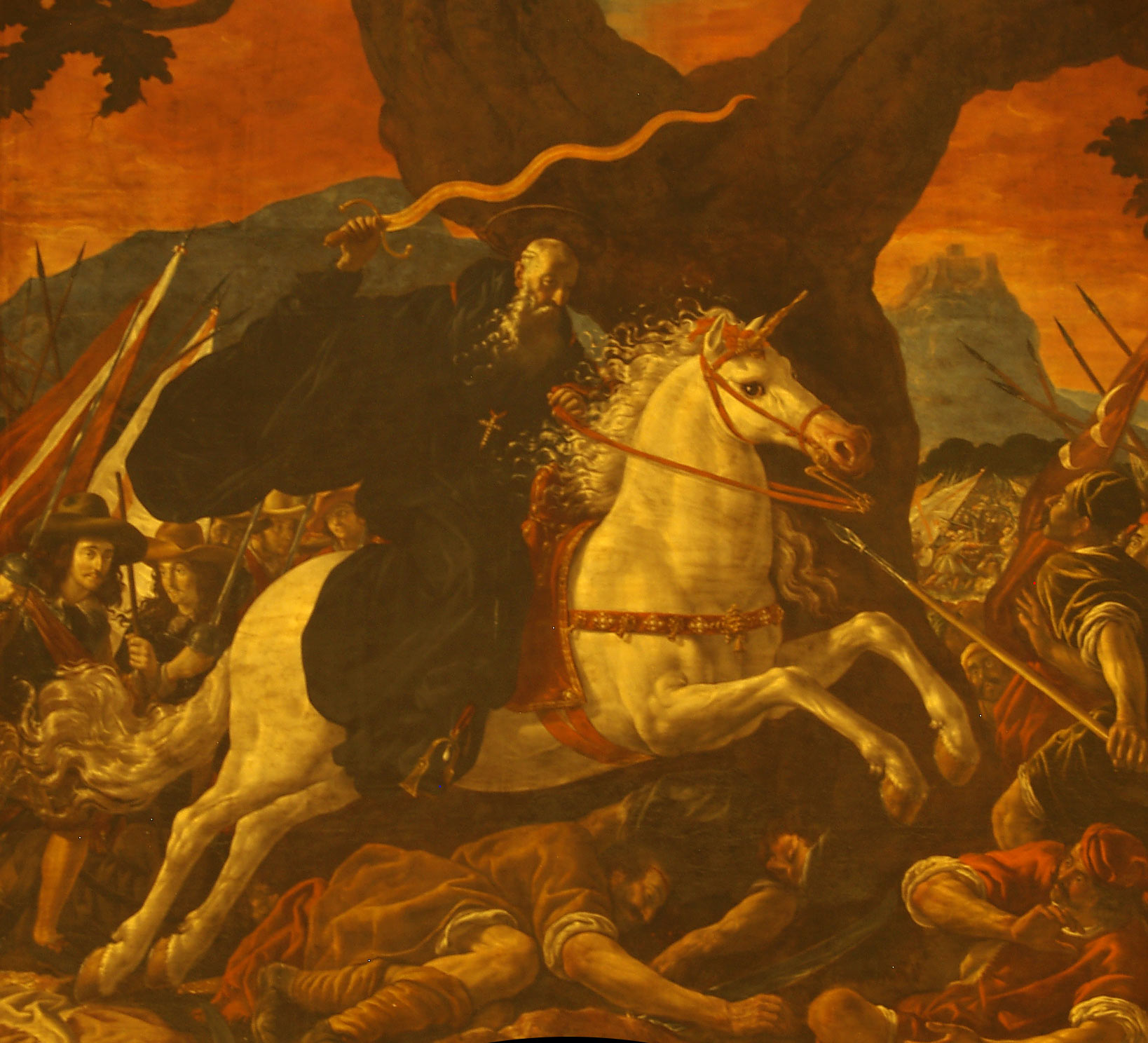
Sant Emilià, del retaule de San Millán de Yuso
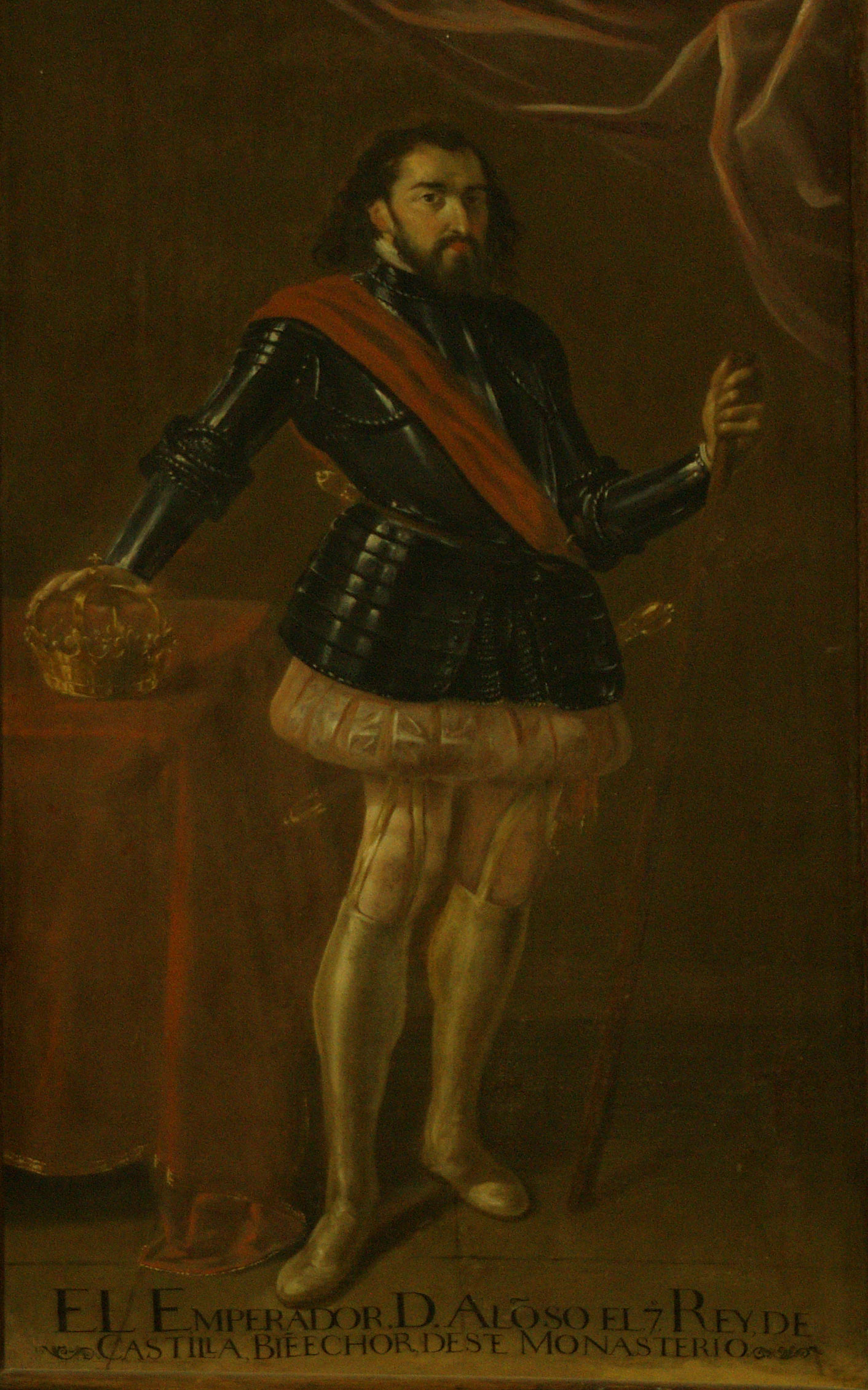
Alfonso VII de Castella, al Saló de Reis del Monestir de San Millán
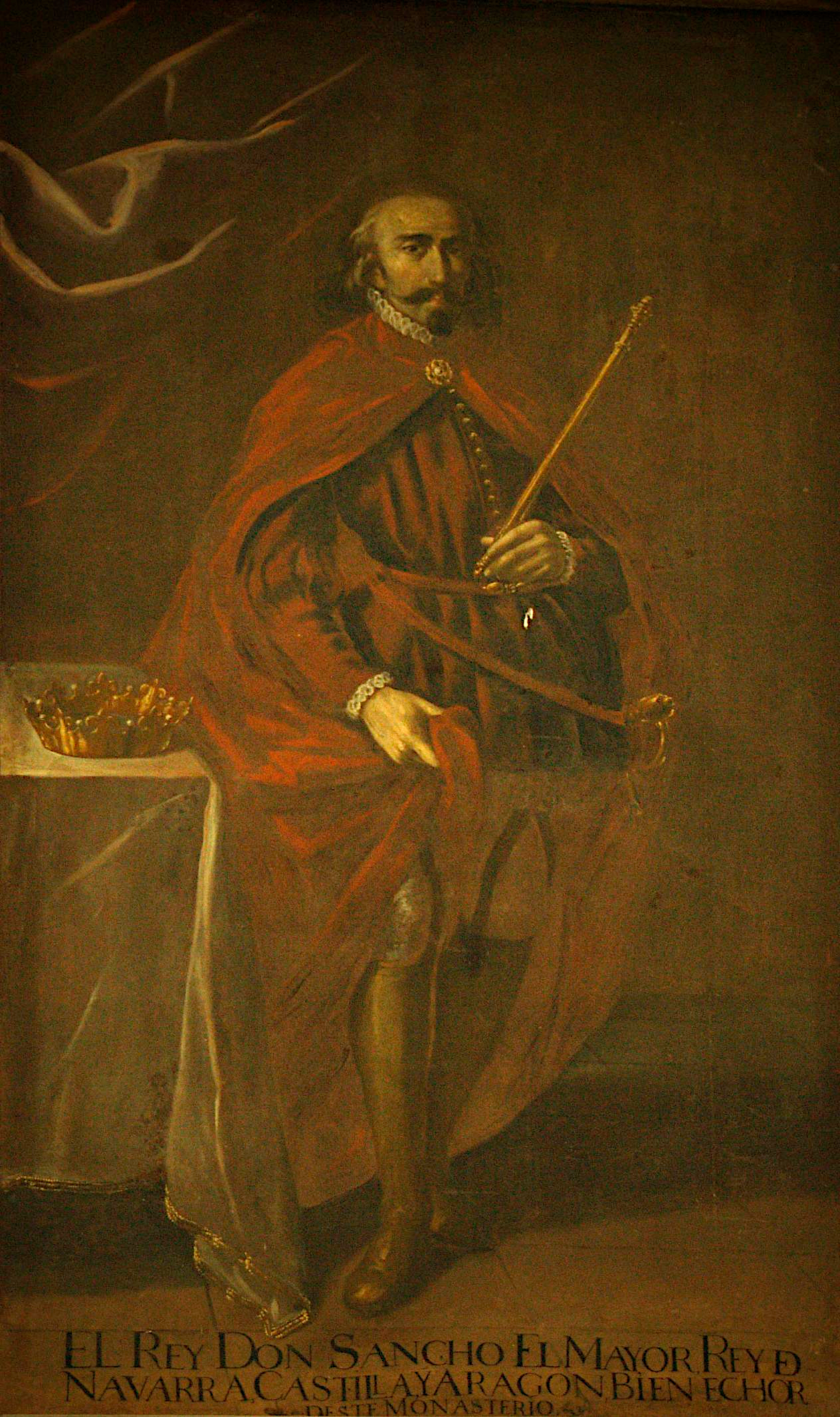
Sanç el Gran de Navarra, Monestir de San Millán
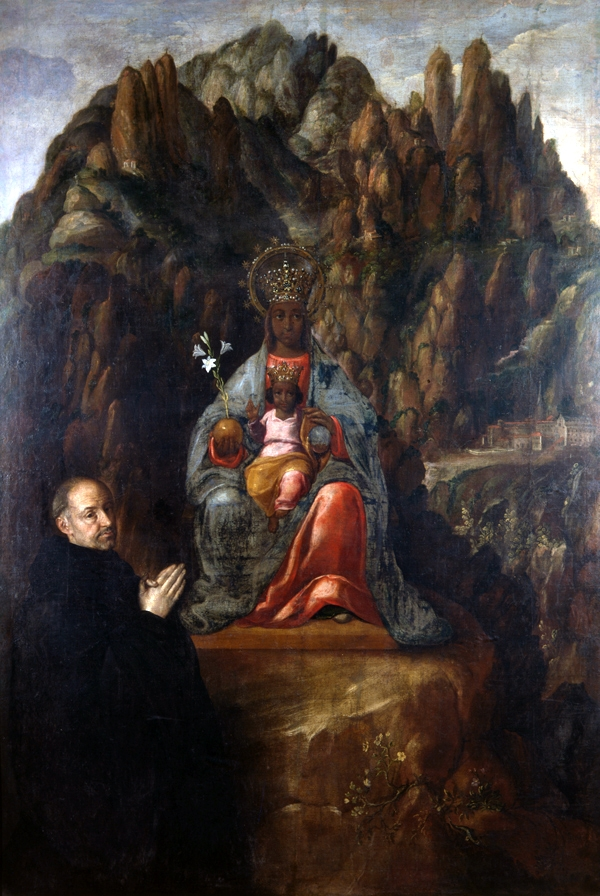
La verge de Montserrat amb un monjo (ca. 1645), Museu Bowes, Anglaterra
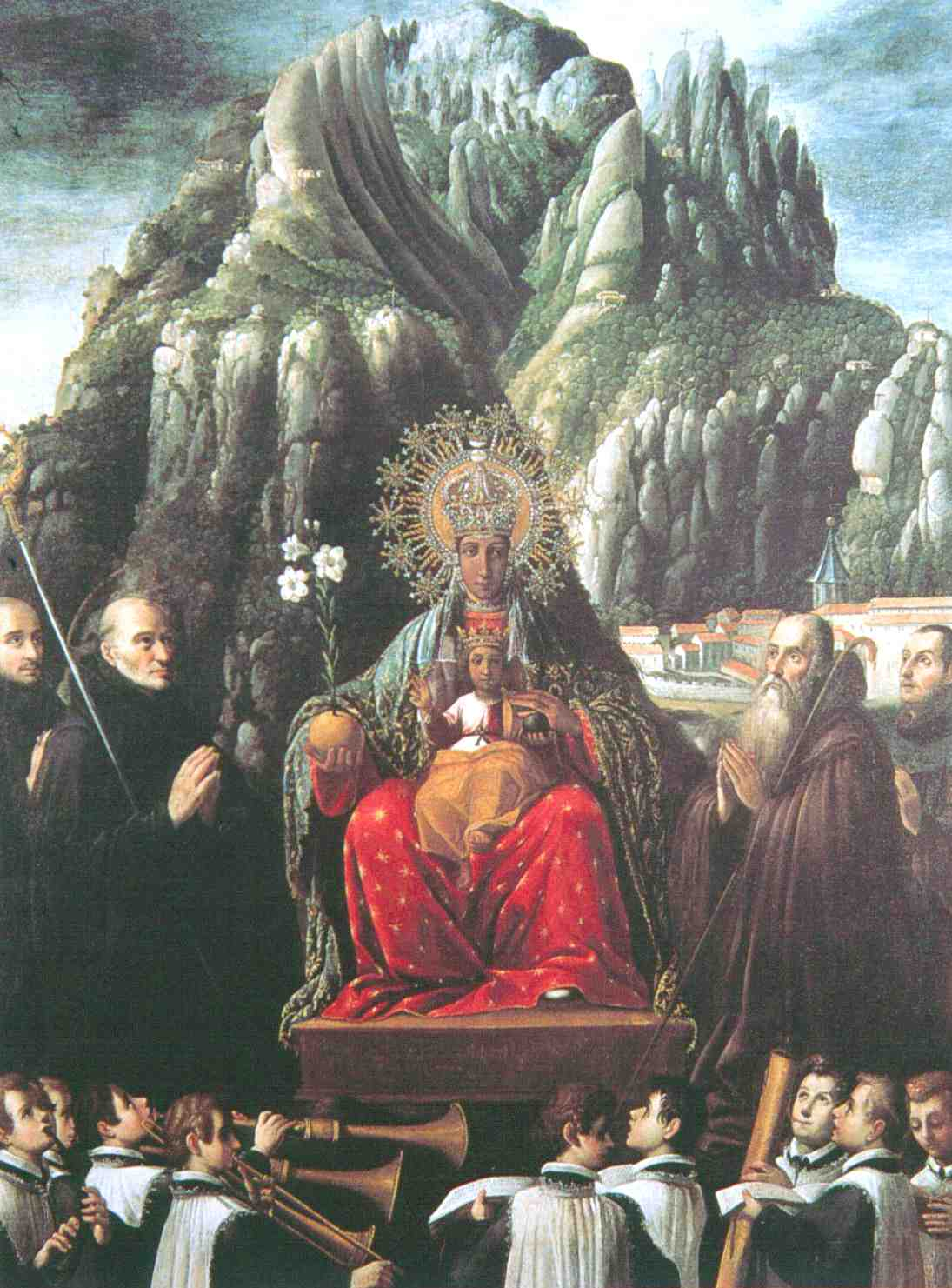
Mare de Déu de Montserrat (ca. 1640), atribuit a Juan Ricci, Museu d'art i arqueologia de Montserrat